# Поющая раковина
«Поющая раковина» (там. கடலோரக் கவிதைகள்; Kadalora Kavithaigal) — индийский фильм на тамильском языке, вышедший в прокат 5 июля 1986 года. В главных ролях Сатьярадж и Рекха. Фильм стал дебютом для актрис Рекхи и Ранджани и поворотным моментом в карьере актёра Сатьяраджа, который получил эту роль благодаря впечатлению произведённому на режиссёра Бхаратираджу своей игрой в Muthal Mariyathai (1985). Прокат фильма в кинотеатрах длился 200 дней. Фильм был переснят на телугу как Aradhana с Чирандживи и Сухасини в 1987 году и на каннада как Kaurava с Б. Ч. Патилом и Премой.

## Сюжет
Чиннаппа Дас (Сатьярадж), агрессивный молодой человек, возвращается в свою деревню на берегу моря после отбывания тюремного срока. Дома он подвергается преследованиям дочери его дяди по матери (Ранджани), которая хочет, чтобы он женился на ней. Во время одного из столкновений с другими хулиганами он встречает учительницу женской школы Дженнифер (Рекха), которая, обругав его, заявляет, что так ведут себя только невежественные дураки.
Её слова западают герою в сердце, и это преображает его жизнь навсегда. Живя в прибрежной среде, пара часто встречается на пляже, среди солнечного моря и брызг волн на скалах. В одной из сцен Дас оставляет учительницу стоять на вершине холма, а сам снизу громко объявляет ей, что «она его Бог».
Однако затем в деревню приезжает жених Дженнифер.

## Саундтрек
| №  | Название               | Текст песни   | Исполнители                       | Длительность |
| -- | ---------------------- | ------------- | --------------------------------- | ------------ |
| 1. | «Adi Aathadi (Sad)»    | Вайрамуту     | Малайзия Васудеван, С. Джанаки    | 3:42         |
| 2. | «Adi Aathadi»          | Вайрамуту     | Илайяраджа, С. Джанаки            | 4:39         |
| 3. | «Das Das Chinnappadas» | Илайяраджа    | Илайяраджа                        | 3:00         |
| 4. | «Kodiyile Malliyapoo»  | Вайрамуту     | П. Джаячандан, С. Джанаки         | 4:21         |
| 5. | «Podinadaya Poravare»  | Гангаи Амаран | К. С. Читра                       | 5:23         |
| 6. | «Poguthae Poguthae»    | Вайрамуту     | С. П. Баласубраманьям             | 4:34         |
| 7. | «Poguthae Poguthae»    | Вайрамуту     | С. П. Баласубраманьям, С. Джанаки | 2:57         |

## Восприятие
Согласно ДКФ Индии фильм вошёл в чило наиболее популярных работ режиссёра Бхаратираджи.
Заметка в Kisan World, напротив, утверждает, что провал фильма вынудил режиссёра перейти в кинематограф на телугу в поисках лучших перспектив.
Behindwoods.com в отзыве на фильм назвали Бхаратираджу мастером романтических историй, а Сатьяраджа — главной звездой фильма.